# شاهزاده ایران
شاهزاده ایران (به انگلیسی: Prince of Persia) عنوان یک فرنچایز بازی ویدئویی است که به‌دست جردن مکنر ساخته شده است. موضوع آن حول یک مجموعه اکشن-ماجراجویی در مورد حلول شاهزاده‌هایی به همین نام است که در ایران باستانی و قرون وسطی روایت می‌شود.
دو بازی نخست مجموعه با عنوان شاهزاده ایران (۱۹۸۹) و شاهزاده ایران ۲: سایه و شعله (۱۹۹۳) توسط برودرباند منتشر شد. شاهزاده ایران سه‌بعدی به خاطر اولین استفاده از گرافیک کامپیوتری سه‌بعدی به این شکل نام گرفت که توسط رد ارب اینترتینمنت توسعه و توسط د لرنینگ کمپانی روی رایانه شخصی منتشر شد. نسخه دریم‌کست توسط اولنچ سافت‌ور توسعه و توسط متل اینترکتیو منتشر شد. یوبی‌سافت در سال ۲۰۰۱ حق فرانچایز را خرید و آن را با عنوان شاهزاده ایران: ماسه‌های زمان ریبوت کرد. یوبی‌سافت از آن موقع پنج عنوان ساخته به همراه اسپین‌آف و بازی‌های موبایلی.
خارج از بازی‌ها، یک فیلم، یک رمان گرافیکی و اسباب‌بازی لِگو شاهزاده ایران منتشر شده است. فرانچایز اساسینز کرید یوبی‌سافت دنباله معنوی این مجموعه است.

## بازی‌ها
| ۱۹۸۹ | شاهزاده ایران (بازی ویدئویی ۱۹۸۹)                  |
| ۱۹۹۰ |                                                    |
| ۱۹۹۱ |                                                    |
| ۱۹۹۲ |                                                    |
| ۱۹۹۳ | شاهزاده ایران ۲: سایه و شعله                       |
| ۱۹۹۴ |                                                    |
| ۱۹۹۵ |                                                    |
| ۱۹۹۶ |                                                    |
| ۱۹۹۷ |                                                    |
| ۱۹۹۸ |                                                    |
| ۱۹۹۹ | شاهزاده ایران سه‌بعدی                               |
| ۲۰۰۰ |                                                    |
| ۲۰۰۱ |                                                    |
| ۲۰۰۲ | شاهزاده ایران: ماجراهای حرم‌سرا                     |
| ۲۰۰۳ | شاهزاده ایران: ماسه‌های زمان                        |
| ۲۰۰۴ | شاهزاده ایران: جنگجوی درون                         |
| ۲۰۰۵ | شاهزاده ایران: افشاگری‌ها                           |
| ۲۰۰۵ | شاهزاده ایران: دو سریر                             |
| ۲۰۰۵ | نبردهای شاهزاده ایران                              |
| ۲۰۰۶ | سه‌گانه شاهزاده ایران                               |
| ۲۰۰۷ | شاهزاده ایران: شمشیرهای رقیب                       |
| ۲۰۰۷ | شاهزاده ایران کلاسیک                               |
| ۲۰۰۸ | شاهزاده ایران                                      |
| ۲۰۰۸ | شاهزاده ایران: پادشاه سرنگون‌شده                    |
| ۲۰۰۹ |                                                    |
| ۲۰۱۰ | شاهزاده ایران: ماسه‌های فراموش‌شده                   |
| ۲۰۱۰ | شاهزاده ایران: ماسه‌های فراموش‌شده (وی)              |
| ۲۰۱۰ | شاهزاده ایران: ماسه‌های فراموش‌شده (نیتندو دی‌اس)     |
| ۲۰۱۰ | شاهزاده ایران: ماسه‌های فراموش‌شده (پلی‌استیشن همراه) |
| ۲۰۱۱ |                                                    |
| ۲۰۱۲ |                                                    |
| ۲۰۱۳ | شاهزاده ایران: سایه و شعله (بازسازی)               |
| ۲۰۱۴ |                                                    |
| ۲۰۱۵ |                                                    |
| ۲۰۱۶ |                                                    |
| ۲۰۱۷ |                                                    |
| ۲۰۱۸ | شاهزاده ایران: فرار                                |
| ۲۰۱۹ |                                                    |
| ۲۰۲۰ | شاهزاده ایران: خنجر زمان                           |
| ۲۰۲۱ |                                                    |
| ۲۰۲۲ | شاهزاده ایران: فرار ۲                              |
| ۲۰۲۳ |                                                    |
| ۲۰۲۴ | شاهزاده ایران: تاج گمشده                           |
| ۲۰۲۵ | شاهزاده یاغی ایران                                 |
| ۲۰۲۶ | شاهزاده ایران: ماسه‌های زمان (بازسازی)              |

### سه‌گانه اصلی
اولین بازی این مجموعه توسط جردن مکنر پس از موفقیت بازی کاراتکا ساخته شد. این بازی از منابع الهام‌بخش مختلفی از جمله داستان‌های هزار و یک شب و فیلم‌هایی مانند مهاجمان صندوق گمشده و ماجراهای رابین هود الهام گرفته بود. انیمیشن شخصیت اصلی بازی با تکنیکی به نام روتوسکپی ساخته شد که مکنر از برادرش به عنوان مدل برای شاهزاده استفاده کرد. بازی اصلی پرنس آو پرشیا با بیش از ۲۰ پورت پلتفرم‌های مختلف، یکی از پرپورت‌ترین بازی‌ها در تاریخ بازی‌های ویدئویی است.
مکنر در بخش فیلم دانشگاه نیویورک ثبت‌نام کرد و در آنجا یک فیلم کوتاه برنده جایزه ساخت، قبل از آنکه به طراحی و کارگردانی دنباله‌ای برای بازی اصلی بازگردد. دنباله این بازی با عنوان پرنس آو پرشیا ۲: سایه و شعله، به صورت داخلی در برودرباند تحت نظارت مکنر توسعه یافت. این بازی مانند نسخه قبلی مورد تحسین منتقدان قرار گرفت و فروش بالایی داشت. برودرباند بعدها توسط شرکت لرنینگ کامپانی خریداری شد، که بعدها توسط شرکت بازی‌سازی آمریکایی متل اینتراکتیو خریداری گردید. در سال ۱۹۹۹، بازی شاهزاده ایران سه‌بعدی تحت لیبل رد اورب برودرباند توسعه و منتشر شد. این بازی که فقط برای پی‌سی و دریمکست منتشر شده بود، به دلیل مشکلات فنی مورد انتقاد بسیاری از کاربران قرار گرفت و از نظر تجاری ناامیدکننده بود. بخش بازی‌های برودرباند/لرنینگ کامپانی که شامل امتیاز پرنس آو پرشیا می‌شد، بعدها به یوبی‌سافت فروخته شد.

### مجموعه ماسه‌های زمان
مکنر که صاحب مالکیت فکری شاهزاده ایران بود برای کار روی نسخه جدید با عنوان شاهزاده ایران: ماسه‌های زمان به یوبی‌سافت پیوست، هرچند ابتدا به خاطر شکست شاهزاده ایران سه‌بعدی مردد بود. تیم سازنده همزمان روی تام کلنسی اسپلینتر سل (بازی ویدئویی) کار می‌کردند و می‌خواستند سبک اکشن ماجراجویی را احیا کنند.
مکنر در ساخت بازی بعدی یعنی شاهزاده ایران: جنگجوی درون مشارکت نداشت و از فضای تاریک و خشونت زیاد آن خوشش نیامد. این تغییرات نظرات مختلفی داشت اما فروش خوب بود و ساخت سومین بازی با نام شاهزاده ایران: دو سریر شروع شد. برای این بازی سعی کردند بین فضای کارتونی ماسه‌های ژمان و خشونت جنگجوی درون تعادل ایجاد کنند.
چهارمین بازی با نام شاهزاده ایران: شن‌های فراموش‌شده در می ۲۰۱۰ عرضه شد. نسخه‌های پی‌سی و کنسول‌های اصلی بخشی از داستان بین ماسه‌های زمان و جنگجوی درون را پوشش دادند، در حالی که نسخه‌های قابل حمل هر کدام داستان جداگانه ای داشتند. این بازی همزمان با فیلم شاهزاده ایران: ماسه‌های زمان (فیلم) منتشر شد.

### مجموعه سه‌گانه
مجموعه سه‌گانه شاهزاده ایران (که در نسخه ریمستر با عنوان شاهزاده ایران سه‌بعدی شناخته می‌شود) شامل سه بازی شن‌های زمان، جنگجوی درون و دو سریر است که قبلاً برای پلی استیشن ۲، اکس‌باکس و ویندوز منتشر شده بودند. این مجموعه ابتدا در اروپا در ۲۷ اکتبر ۲۰۰۶ برای پلی استیشن ۲ عرضه شد و سپس نسخه ریمستر شده آن با گرافیک اچ دی و پشتیبانی از سه بعدی در ۱۹ نوامبر ۲۰۱۰ برای پلی استیشن ۳ منتشر گردید.
در آمریکای شمالی، این سه بازی ابتدا به صورت جداگانه و فقط به شکل دانلودی در پلی استیشن استور عرضه شدند. نسخه بلوری این مجموعه قرار بود در ۲۲ مارس ۲۰۱۱ منتشر شود اما به تأخیر افتاد و در نهایت در ۱۹ آوریل ۲۰۱۱ عرضه شد. این اولین مجموعه از سری کلاسیک‌های اچ دی بود که توسط سونی کامپیوتر انترتینمنت منتشر نشد.

### مجموعه ریبوت شاهزاده ایران ۲۰۰۸
در سال ۲۰۰۶، طرح‌های مفهومی منتشر شد که به قسمت دیگری از این فرنچایز اشاره داشت. این بازی که به سادگی «شاهزاده ایران» نام داشت، دومین راه‌اندازی مجدد این فرنچایز بود و طراحی مراحل و مبارزه‌های آن به بازی اصلی سال ۱۹۸۹ بازمی‌گشت. این بازی در دسامبر ۲۰۰۸ منتشر شد و با نقدهای مثبت از سوی بیشتر رسانه‌های بازی‌های ویدیویی و فروش نسبتاً خوبی روبه‌رو شد. در کنار بازی اصلی، شعبه کازابلانکای یوبیسافت یک دنباله مستقیم و اسپین‌آف برای کنسول نینتندو دی‌اس با عنوان شاهزاده ایران: پادشاه سرنگون‌شده توسعه داد که با نقدهای متوسطی روبه‌رو شد.

### اسپین آف‌ها
نخستین اسپینآف این مجموعه همزمان با بازی *دو تخت پادشاهی* برای کنسول نینتندو دی‌اس در همان سال توسعه و منتشر شد. *نبردهای شاهزاده ایران* یک بازی استراتژی نوبتی است که داستان آن بین *ساعت‌های شنی* و *جنگجوی درون* اتفاق می‌افتد. این بازی با نقدهای متوسطی از سوی منتقدان روبه‌رو شد.
در سال ۲۰۰۷، گیم‌لافت و یوبیسافت نسخه بازسازی‌شده‌ای از بازی اصلی *شاهزاده ایران* با عنوان *شاهزاده ایران: کلاسیک* را برای پلتفرم‌های جاوا ام‌ای، اندروید، آی‌اواس، ایکس‌باکس ۳۶۰ و پلی‌استیشن ۳ منتشر کردند. سبک بصری این بازی به *ساعت‌های شنی* نزدیک شد و شخصیت اصلی حرکت‌های جدیدی مانند غلت زدن، وارو زدن، پرش از دیوار و توقف کوتاه زمان در حین مبارزه را به دست آورد. با این حال، گیم‌پلی اصلی مانند نسخه اولیه باقی ماند و بازیکن باید جعفر را در عرض یک ساعت شکست می‌داد و از تله‌ها و محافظان دوری می‌کرد.
چندین بازی موبایل برای گوشی‌های مبتنی بر جاوا ام‌ای توسط گیم‌لافت توسعه داده شده است که برخی بر اساس نسخه‌های قدیمی رایانه یا کنسول با گرافیک دوبعدی و برخی دیگر با الهام از بازی‌های معاصر اما با گرافیک ساده‌تر و گیم‌پلی متفاوت به دلیل محدودیت‌های فناوری بودند. گیم‌لافت همچنین نسخه‌هایی برای آیفون و آی‌پد منتشر کرده است. نخستین اسپین‌آف توسعه‌یافته توسط گیم‌لافت با عنوان *شاهزاده ایران: ماجراهای حرمسرا* در سال ۲۰۰۳ برای گوشی‌های جاوا منتشر شد. این شرکت در سال ۲۰۰۷ نسخه اچ‌دی بازی اصلی و در ژوئیه ۲۰۱۳ دنباله آن با عنوان *سایه و شعله* را بازسازی کرد.
در سال ۲۰۱۸، یوبیسافت تحت عنوان کچ‌اپ بازی *شاهزاده ایران: فرار* را برای اندروید و آی‌اواس منتشر کرد. این بازی از نوع رانر با سطوح مختلف بود که امکان شخصی‌سازی شخصیت اصلی با لباس‌های بازی‌های قبلی را فراهم می‌کرد. کامرون بالد در نشریه پاکت گیمر این بازی را «تجربه‌ای معمولی تحت تأثیر طمع بیش از حد» توصیف کرد. دنباله این بازی با عنوان *شاهزاده ایران: فرار ۲* در اوت ۲۰۲۲ منتشر شد.
در ژانویه ۲۰۲۴، یوبیسافت اولین نسخه اصلی این مجموعه پس از *شن‌های فراموش‌شده* با عنوان *شاهزاده ایران: تاج گمشده* را منتشر کرد. این بازی یک پلتفرمر دو و نیم بعدی با داستانی جدید و شخصیت اصلی تازه به نام سارگون، یکی از اعضای گارد جاویدان، است.

### بازی‌های آینده
بازسازی بازی که رسماً در رویداد Ubisoft Forward 2020 اعلام شد، در ابتدا قرار بود در ۲۱ ژانویه ۲۰۲۱ برای مایکروسافت ویندوز، پلی‌استیشن ۴ و ایکس‌باکس وان منتشر شود، اما یوبیسافت این بازسازی را به‌صورت نامحدود به تأخیر انداخت. در گزارش مالی سه‌ماهه خود، یوبیسافت اعلام کرد که انتظار می‌رود این بازسازی در سال مالی ۲۰۲۲–۲۰۲۳ منتشر شود. توسعه این بازسازی به یوبیسافت مونترال منتقل شد، تغییری نسبت به تیم‌های اصلی یوبیسافت بمبئی و یوبیسافت پونا. این شرکت اعلام کرد که هدف انتشار در سال مالی ۲۰۲۳ دیگر دنبال نمی‌شود. پنجره انتشار جدیدی در سال ۲۰۲۶ در رویداد Ubisoft Forward 2024 اعلام شد.
بازی "The Rogue Prince of Persia" یک عنوان روگلایک دوونیم‌بعدی است که توسط استودیو Evil Empire در حال توسعه است و قرار است در ۱۴ مه ۲۰۲۴ به صورت دسترسی اولیه منتشر شود. توسعه این بازی حدود سال ۲۰۱۹ پس از گفت‌وگویی بین Evil Empire و یوبیسافت در جریان کنفرانس GDC آغاز شد و جهت‌گیری هنری آن به شدت تحت تأثیر کمیک‌های فرانسوی-بلژیکی است. این بازی اولین انتشار روز اول یوبیسافت در استیم پس از پنج سال خواهد بود، همچنین اولین عنوانی است که پیش از انتشار کامل، به صورت دسترسی اولیه عرضه می‌شود.

## بازی‌های لغوشده و منتشرنشده

#### شاهزاده ایران رستگاری
شاهزاده ایران رستگاری یک بازی درحال توسعه توسط یوبی سافت مونترآل بود که منتشر نشد، در ۱۰ مارس ۲۰۱۲ توسط کاربری ناشناس ویدئویی از پیش رندر شده‌ای از گیم پلی این بازی در یوتیوب منتشر شد اما ۸سال پس از انتشار آن ویدئو در یوتیوب مورد توجه کاربران قرار گرفته و مسئله آن رسانه ای شد این ویدئو توسط کارگردان انیمیشن کای نگوین و تیمش ساخته شده، کریستف پریلو در صفحه شخصی خود در لینکدین اذعان کرده که سال ۲۰۱۰ تا ۲۰۱۱ روی این پروژه کار می‌کرده، جاتان کوپر، انیماتوری که در گذشته در یوبی سافت مونترآل فعالیت می‌کرده ویدئوی منتشر شده در یوتیوب را تأیید و بیان کرده که این بازی الهام بخش آنها برای ساخت اساسینز کرید ۳ بوده است و دلیل لغو بازی در اختیار داشتن مالکیت پخش بازی برای جردن مکنر بوده که ازین رو سود کمی نسیب یوبی سافت می‌شده است.
کای نگوین طی ایمیلی به کوتاکو بیان داشته که «این ویدئوی هدف بازی لغو شده» بوده است.

## میراث

### رمان گرافیکی
جردن مکنر در سال ۲۰۰۷ نوشتن داستان یک رمان گرافیکی را به پایان رساند. این رمان توسط **A.B. سینا** نوشته و توسط **الکس پویلند** و **لِیوین فام** تصویرگری شد. این اثر در پاییز ۲۰۰۸ توسط انتشارات **First Second Books** منتشر شد. داستان حول دو شاهزاده می‌چرخد که بین قرن نهم و سیزدهم در حرکت هستند. اگرچه این رمان متعلق به فرنچایز **شاهزاده پارس** است، اما طرح داستانی آن به هیچ‌یک از دنباله‌های بازی یا فیلم سال ۲۰۱۰ مرتبط نیست.

### فیلم
در سال ۲۰۱۰، یک اقتباس سینمایی از بازی **سندز آو تایم** توسط **استودیو دیزنی** منتشر شد. این فیلم با بازی **جیک جیلنهال** در نقش **شاهزاده دستان**، با واکنش‌های متفاوتی از سوی منتقدان روبه‌رو شد، اما در گیشه ۳۳۶ میلیون دلار فروش داشت. علاوه بر **سندز آو تایم**، این فیلم عناصری از دو بازی دیگر این سه‌گانه، یعنی **واریر ویتین** و **دا تو ترونز** را نیز در خود جای داده بود.
همزمان با اکران فیلم، یک کتاب کمیک تک‌جلدی با عنوان **Before the Sandstorm** توسط **Disney Publishing Worldwide** منتشر شد. این کمیک که هم به عنوان پیش‌درآمد و هم دنباله‌ای برای فیلم عمل می‌کند، به توضیح انگیزه‌ها و پیشینه برخی از شخصیت‌ها می‌پردازد. این اثر توسط **جردن مکنر** نوشته و تصویرگری آن بر عهدهٔ هنرمندانی چون **تاد مکفارلن**، **نیکو هنریشون**، **دیوید لوپز** و **برنارد چانگ** بود.

### لگو شاهزاده ایران
شرکت **لگو** در سال ۲۰۱۰ مجموعه‌ای از محصولات خود را بر اساس این فیلم منتشر کرد. این مجموعه شامل شش ست لگو و یک انیمیشن کوتاه بود که پس از مدت کوتاهی متوقف شد. این اقدام بخشی از استراتژی لگو برای تولید محصولات بر اساس مالکیت‌های دیزنی محسوب می‌شد.